# Phil Danaher
Philip Paul Anthony Danaher, detto Phil (Abbeyfeale, 5 ottobre 1965), è un ex rugbista a 15, allenatore di rugby a 15 e imprenditore irlandese, già tre quarti centro di Garryowen e Lansdowne e 28 volte internazionale per l'Irlanda.

## Biografia
Cresciuto nel Garryowen di Limerick, fu nel 1984 a Dublino per gli studi universitari, periodo durante il quale militò nel Lansdowne.
Fu durante la permanenza nella capitale irlandese che iniziò a rappresentare Munster (sua provincia d'origine) nel 1987.
Nel 1988 esordì in Nazionale irlandese nel Cinque Nazioni contro la Scozia; non fu convocato alla Coppa del Mondo di rugby 1991, ma divenne capitano della Nazionale nel 1992 e prese parte alla Coppa del Mondo di rugby 1995 in Sudafrica pur senza mai giocarvi.
Nel 1996 fu costretto al ritiro a causa di una frattura al pollice non ricomponibile, e dopo la fine dell'attività agonistica fu per un breve periodo allenatore, sia al Garryowen che come tecnico in seconda dell'Irlanda, vice di Warren Gatland durante il tour 1998 in Sudafrica.
Divenuto imprenditore, gestisce a Limerick una catena di fast food McDonald's.